# ISO 3166-2:KI
ISO 3166-2:KI는 지리 식별 부호(geocode)를 정의하는 ISO 표준인 ISO 3166-2의 일부이며 키리바시에 적용된다. 3개의 행정 구역이 하부 부호를 할당받았다. 하부 코드는 1자리의 영어 대문자로 쓴다. KI는 ISO 3166-1에서 할당된 국가 코드를 사용한다.

## 식별 부호
| 코드 | 행정 구역   |
| ---- | ----------- |
| KI-G | 길버트 제도 |
| KI-L | 라인 제도   |
| KI-P | 피닉스 제도 |

## 같이 보기
- 키리바시의 행정 구역